# Communauté de communes du Pays de Paulhaguet
La communauté de communes du Pays de Paulhaguet est une ancienne communauté de communes française, située dans le département de la Haute-Loire en région Auvergne-Rhône-Alpes.

## Historique
Elle est créée le 1er janvier 1995.
Le schéma départemental de coopération intercommunale,, approuvé le 4 mars 2016 par la commission départementale de coopération intercommunale de la Haute-Loire, prévoit la fusion, le 1er janvier 2017, de la communauté de communes du Pays de Paulhaguet avec les communautés de communes du Langeadois, Ribeyre, Chaliergue et Margeride et du Pays de Saugues ainsi que les communes de Berbezit et Varennes-Saint-Honorat.
Le 1er janvier 2017, la communauté de communes du Pays de Paulhaguet fusionne au sein de la communauté de communes des Rives du Haut Allier.

## Territoire communautaire

### Composition
La communauté de communes était composée des dix-neuf communes suivantes :
| Nom                          | Code Insee | Gentilé       | Superficie (km2) | Population (dernière pop. légale) | Densité (hab./km2) |
| ---------------------------- | ---------- | ------------- | ---------------- | --------------------------------- | ------------------ |
| Paulhaguet (siège)           | 43148      | Paulhaguétois | 11,23            | 900 (2014)                        | 80                 |
| Chassagnes                   | 43063      |               | 12,24            | 162 (2014)                        | 13                 |
| Chavaniac-Lafayette          | 43067      | Chavaniacois  | 8,41             | 278 (2014)                        | 33                 |
| La Chomette                  | 43072      | Chomettois    | 6,90             | 154 (2014)                        | 22                 |
| Collat                       | 43075      | Collafois     | 10,22            | 87 (2014)                         | 8,5                |
| Couteuges                    | 43079      |               | 10,34            | 301 (2014)                        | 29                 |
| Domeyrat                     | 43086      | Domeyratois   | 9,57             | 197 (2014)                        | 21                 |
| Frugières-le-Pin             | 43100      |               | 11,57            | 149 (2014)                        | 13                 |
| Jax                          | 43106      | Jaxous        | 11,93            | 147 (2014)                        | 12                 |
| Josat                        | 43107      |               | 12,44            | 77 (2014)                         | 6,2                |
| Mazerat-Aurouze              | 43131      |               | 16,35            | 217 (2014)                        | 13                 |
| Montclard                    | 43139      |               | 9,58             | 58 (2014)                         | 6,1                |
| Saint-Didier-sur-Doulon      | 43178      | Saindiérois   | 34,14            | 197 (2014)                        | 5,8                |
| Saint-Georges-d'Aurac        | 43188      | Auracois      | 17,42            | 464 (2014)                        | 27                 |
| Saint-Préjet-Armandon        | 43219      |               | 8,47             | 100 (2014)                        | 12                 |
| Sainte-Eugénie-de-Villeneuve | 43183      |               | 6,11             | 83 (2014)                         | 14                 |
| Sainte-Marguerite            | 43208      | Margaritiens  | 5,39             | 39 (2014)                         | 7,2                |
| Salzuit                      | 43232      |               | 8,05             | 362 (2014)                        | 45                 |
| Vals-le-Chastel              | 43250      |               | 3,99             | 45 (2014)                         | 11                 |

### Démographie
| 1968  | 1975  | 1982  | 1990  | 1999  | 2008  | 2013  |
| ----- | ----- | ----- | ----- | ----- | ----- | ----- |
| 5 207 | 4 623 | 4 279 | 4 053 | 3 905 | 4 060 | 4 025 |

## Administration

### Siège
Le siège de la communauté de communes est situé à Paulhaguet.

### Les élus
Le conseil communautaire est composé de trente conseillers : un pour chaque commune, deux pour les communes de Chavaniac-Lafayette, Couteuges et Salzuit, trois pour Saint-Georges-d'Aurac et sept pour Paulhaguet.

### Présidence
| Période | Période       | Identité       | Étiquette | Qualité                            |
| ------- | ------------- | -------------- | --------- | ---------------------------------- |
|         | 2014          | Adrien Zanutto |           | Conseiller municipal de Paulhaguet |
| 2014    | décembre 2016 | Alain Garnier  |           | Maire de Saint-Georges-d'Aurac     |

### Compétences
L'intercommunalité exerce des compétences qui lui sont déléguées par les communes membres :
- développement économique ;
- aménagement de l'espace ;
- environnement et cadre de vie : collecte des déchets ;
- développement et aménagement social et culturel ;
- logement et habitat ;
- tourisme…

### Régime fiscal et budget
Fiscalité professionnelle unique.